# Женска рукометна репрезентација Словачке
Женска рукометна репрезентација Словачке у организацији Рукометног савеза Словачке представља Словачку у рукомету на свим значајнијим светским и континенталним такмичењима.

## Успеси репрезентације

### Наступи наОлимпијским играма
- Словачка до сада није учествовала ни на једном олимпијском турниру у рукомету за жене.

### Наступи наСветским првенствима
| Година                    | Турнир        | Пласман   | ИГ | П | Н | И | ГД  | ГП  | ГР  |
| ------------------------- | ------------- | --------- | -- | - | - | - | --- | --- | --- |
| / Аустрија/Мађарска 1995. | Осмина финала | 12. место | 8  | 2 | 1 | 5 | 194 | 204 | -10 |
| Укупно                    | 1             | 12. место | 8  | 2 | 1 | 5 | 194 | 204 | -10 |

### Наступи наЕвропским првенствима
| Година        | Турнир    | Пласман   | ИГ | П | Н | И | ГД  | ГП  | ГР  |
| ------------- | --------- | --------- | -- | - | - | - | --- | --- | --- |
| Немачка 1994. | Први круг | 12. место | 6  | 0 | 1 | 5 | 111 | 148 | -37 |
| Укупно        | 1         | 12. место | 6  | 0 | 1 | 5 | 111 | 148 | -37 |